# Louisa Ulrika a Prusiei
Louisa Ulrika a Prusiei (suedeză Lovisa Ulrika; germană Luise Ulrike) (24 iulie 1720 - 16 iulie 1782) a fost regină a Suediei în perioada 1751-1771 ca soție a regelui Adolf Frederick al Suediei și regină-mamă a regilor Gustav al III-lea al Suediei și Carol al XIII-lea al Suediei.

## Prințesă moștenitoare
Louisa Ulrika a fost fiica lui Frederick William I al Prusiei și a soției lui Sophia Dorothea de Hanovra și sora mai mică a
lui Frederick cel Mare. A primit numele suedez Ulrika datorită nașei sale, regina Ulrika Eleonora a Suediei.
La 18 august/29 august 1744, la Palatul Drottningholm, Ulrika s-a căsătorit cu Adolf Friedrich von Holstein-Gottorp, care fusese numit Prinț Moștenitor al Suediei în 1743 și după accesiunea sa la tron a domnit ca regele Adolf Frederick al Suediei. Ea a fost recomandată ca mireasă de către Împărăteasa Elisabeta a Rusiei. Totuși, la început, sora Ulrikăi, Prințesa Anna Amalia a Prusiei a fost luată în considerare, deoarece fratele ei avertizase că Louisa Ulrika era prea ambițioasă pentru a fi o regină bună într-o monarhie fără putere, așa cum era Suedia în timpul Frihetstiden. Fratele ei, regele Frederik a spus că Louisa Ulrika era "arogantă, temperamentală și intrigantă" în timp ce Amalia era "mai potrivită"; s-a sugerat că hotărârea lui Frederik a fost pronunțată deoarece el credea că Amalia era mai ușor de controlat ca agent prusac decât mult mai dominanta Louisa Ulrika. Însă reprezentanții suedezi au preferat-o pe Ulrika.
Atunci când a ajuns în Suedia, în 1744, Louisa Ulrika a fost primită cu mare entuziasm cu speranța că va rezolva problemele succesiunii și și-a câștigat popularitate cu frumusețea ei și cu nașterea copiilor; nici un copil nu se născuse în Casa regală suedeză în ultimii 50 de ani.
La sosire, a primi în dar Palatul Drottningholm, unde a locuit împreună cu curtea ei. Era descrisă ca fiind frumoasă, cultivată și interesată de știință și cultură însă și extrem de mândră și arogantă, ceea ce a făcut-o din ce în ce mai plăcută în timp.
Curtea cuplului de prinți moștenitori, numită "Tânăra Curte", se amuza cu picnicuri și teatru. Tânăra Curte era influențată puternic de contele Tessin. Contele Carl Tessin a escortat-o pe Ulrika în Suedia iar el și soția lui au avut o mare influență asupra ei în primii ani. Prințului Adolf Frederick nu i-a păsat niciodată prea mult de Tessin însă în 1745, contele Tessin a fost numit mareșal al curții regale iar mai târziu guvernator al fiului lor; Contesa Ulla Tessin a fost numită Prima Doamnă de Onoare. Tessin era în spatele multor surprize și aranjamente de amuzament pentru Tânăra Curte.
În timp ce era prințesă moștenitoare, au existat zvonuri că ar fi avut o aventură cu contele Tessin. Acest lucru nu a fost adevărat: mai târziu, fiul ei Gustav al III-lea a replicat acestor zvonuri că deși contele a fost îndrăgostit de ea, sentimentele au fost unilaterale.
Deja ca prințesă moștenitoare era activă din punct de vedere politic. Idealul ei politic era monarhia absolută și i-a displăcut constituția Suediei din momentul în care i-a fost explicată. De asemenea, i-a displăcut sistemul juridic. Era înconjurată de nobili loiali de la Partidul Hats și inițial s-a aliat cu ei în ambiția sa de a restaura puterea tronului regal dar de-a lungul anilor a început să adune adepți din toate partidele. După nașterea primului fiu în 1746 ea și prințul moștenitor au adunat adepți și de la Partidul Caps. A învățat suedeza și a vizitat câțiva membri marcanți din Partidul Caps. Parlamentul a votat pentru alianța dintre Suedia, Prusia și Franța în același an.

## Regină

Louisa Ulrika a Prusiei de Lorens Pasch cel Tânăr.

În 1751 Louisa Ulrika a devenit regină. A revitalizat curtea regală care a fost neglijată în timpul domniei regelui Frederick I și a înființat teatru la Palatul Drottningholm. Interesul ei pentru teatru era în întregime sub influență franceză și a întrerupt dezvoltarea teatrului național suedez de la Bollhuset înlocuindu-l cu teatru francez, cu trupa Du Londel.
În principal Ulrika este amintită în Suedia pentru fondarea în 1753 a Academiei Regale Suedeze de Litere, Istorie și Antichitate (Witterhetsakademin). A fost patroana științelor și artelor, un protector al muncii oamenilor de știință cum ar fi Carl von Linné sau artiști ca pictorița Ulrika Pasch și poeta Hedvig Charlotta Nordenflycht. "Adoptarea" lui Gustav Badin în 1757 a fost privită ca un experiment științific.
Anul 1754 a fost anul înstrăinării de contele Tessin. În 1751 părea că el căzuse din grații iar Tesiin i-a scris că ea n-a mai discutat politică cu el de mult timp. Cu un an înainte Tessin o convinsese să aprobe logodna dintre fiul lui cel mare și o prințesă daneză când ea însăși prefera o altă mireasă. Prințul moștenitor Gustav a scris în 1769 că Tessin i-a făcut reginei "sugestii care sunt departe de respectul datorat unui suveran". Regele l-a surprins pe Tessin în genunchi înaintea reginei iar contele și contesa Tessin și-au pierdut poziția.
Imediat ce a devenit regină în 1751 Ulrika a început pregătirile pentru răsturnarea parlamentului. Jurământul de respectare a constituției pe care l-a făcut soțul ei la urcarea pe tron a fost o mare durere pentru ea. Încercarea ei pentru o revoluție regală a fost împiedicată în 1756. În același an, Suedia a intrat în război împotriva fratelui ei, lucru la care ea s-a opus. Cu toate acestea ea a rămas o figură dominantă, cu numeroase certuri cu guvernul de-a lungul anilor. În 1763 guvernul a rugat-o să-i scrie fratelui ei, regele Prusiei, în scopul de a preveni ca provincia suedeză Pommerania să fie anexată Prusiei după războiul de șapte ani, lucru pe care ea l-a făcut cu o mare putere de convingere. Ca semn de gratitudine pentru acest act, guvernul i-a plătit datoriile, ceea ce a făcut posibil ca ea să-și folosească banii pentru a influența votul din parlament prin mită; acesta era planul ei—dorea să schimbe constituția prin acestă metodă.
După 1766, tentativele ei au eșuat iar activitatea ei politică s-a sfârșit; în 1766-1771 opoziția anti-parlamentară privea la fiul ei Prințul Moștenitor Gustav în locul ei. Relația cu fiul ei a devenit tensionată. Dorea ca Prințul Moștenitor să se căsătorească cu nepoata ei, Philippine de Brandenburg-Schwedt, fiica surorii sale favorite însă a trebuit să aprobe logodna cu Sophia Magdalena a Danemarcei împotriva dorinței ei. A fost și mai nemulțumită atunci când căsătoria a avut loc, în 1766. În timpul afacerii din 1768, când regele a fost nevoit să abdice, regaliștii, pentru prima dată, s-au întors spre fiul ei.
Aroganța ei, opiniile sale politice și conflictele cu parlamentul au făcut-o din ce în ce mai puțin iubită în timpul domniei soțului ei.

## Regina mamă

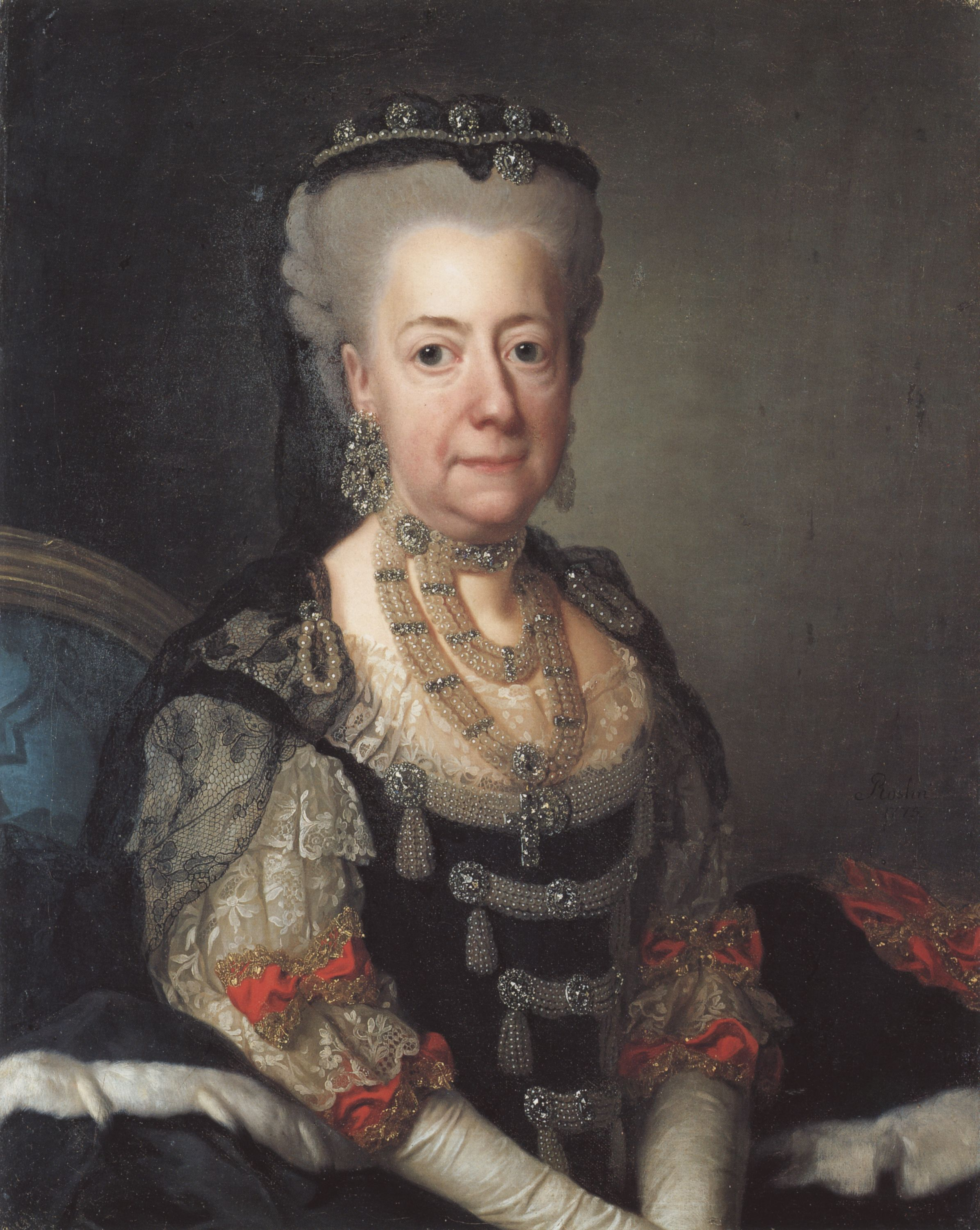
Lovisa Ulrika, de Alexander Roslin, 1775

În 1771, când regele a murit ea a devenit regina mamă. În momentul morții regelui, Louisa Ulrika era foarte nepopulară în Suedia. În 1772, fiul ei, noul rege a avut succes acolo unde ea a eșuat în 1756, răsturnarea democrației și reinstalarea monarhiei absolute, ceea ce a însemnat o mare satisfacție pentru ea. În momentul loviturii de stat era la Berlin împreună cu fiica ei. Când fratele ei i-a scris că țările vecine vor să atace Suedia, ea i-a răspuns că va apăra provincia Pomerania împotriva lui cu propriul sânge.
Nu s-a împăcat niciodată cu poziția de regină-mamă iar ultimii ani și i-a petrecut în amărăciune. Se aștepta să fie adevăratul conducător din spatele tronului iar atunci când fiul ei a precizat că va conduce independent de ea, relația lor s-a înrăutățit. În 1772 el a împiedicat planurile ei de a-și căsători cel de-al doilea fiu, Carol cu Philippine de Brandenburg-Schwedt; în 1774 Carol s-a căsătorit cu Hedwig Elizabeth Charlotte de Holstein-Gottorp și Gustav i-a plătit datoriile mamei sale cu condiția ca aceasta să-și stabilească curtea separat la Fredrikshof. În 1777 a fost forțată să vândă Palatul Drottningholm fiului ei Gustav. N-a fost apropiată de nici una dintre nurorile sale, numind-o pe Sophia Magdalena "rece și timidă" iar pe Hedwig Elizabeth Charlotte "cochetă".
În 1777-78, conflictul cu fiul ei a izbucnit iar Ulrika a fost figura centrală într-un mare scandal de succesiune privind legitimitatea prințului moștenitor. În 1777, fiii ei mai mici au vizitat-o. Ei au susținut că toate femeile de la curte aveau un iubit cu excepția mamei lor deși ei nu credeau că ar fi cineva care ar spune "nu". Fiii ei au întrebat-o dacă a auzit zvonurile legate de aventura Sophiei Magdalena cu Fredrik Munck. Ulrika s-a supărat și i-a ordonat prințului Carol să investigheze care este adevărul. Carol a vorbit cu Munck, Munck a vorbit cu Gustav, Gustav a vorbit cu Carol care a susținut că totul a fost din vina reginei mamă. Regina mamă și fiul ei s-au certat puternic. Când fiul regelui s-a născut în 1778, toată lumea a crezut că este fiul lui Munck. Un mare scandal a izbucnit iar regele chiar și-a amenințat mama cu exilul în Pomerania. În urma conflictului, copiii ei mai mici, Frederick și Sofia Albertina au fost de partea ei.
Ulrika  a fost obligată să facă o declarație oficială în care și-a retras acuzațiile; a fost o repetare a umilințelor ei din 1756. declarația a fost semnată de toți membrii adulți ai casei regale cu excepția cuplului regal. Relația cu Gustav n-a fost reparată niciodată.

## Arbore genealogic
|  |                                                 |  |  |  |  |  |  |  |  |  |  |  |  |  |  |  |
|  | 16.George William, Elector de Brandenburg       |  |  |  |  |  |  |  |  |  |  |  |  |  |  |  |
|  |                                                 |  |  |  |  |  |  |  |  |  |  |  |  |  |  |  |
|  |                                                 |  |  |  |  |  |  |  |  |  |  |  |  |  |  |  |
|  | 8. Frederic Wilhelm, Elector de Brandenburg     |  |  |  |  |  |  |  |  |  |  |  |  |  |  |  |
|  |                                                 |  |  |  |  |  |  |  |  |  |  |  |  |  |  |  |
|  |                                                 |  |  |  |  |  |  |  |  |  |  |  |  |  |  |  |
|  | 17.Elizabeth Charlotte                          |  |  |  |  |  |  |  |  |  |  |  |  |  |  |  |
|  |                                                 |  |  |  |  |  |  |  |  |  |  |  |  |  |  |  |
|  |                                                 |  |  |  |  |  |  |  |  |  |  |  |  |  |  |  |
|  | 4. Frederic I al Prusiei                        |  |  |  |  |  |  |  |  |  |  |  |  |  |  |  |
|  |                                                 |  |  |  |  |  |  |  |  |  |  |  |  |  |  |  |
|  |                                                 |  |  |  |  |  |  |  |  |  |  |  |  |  |  |  |
|  | 18.Frederick Henric, Prinț de Orange            |  |  |  |  |  |  |  |  |  |  |  |  |  |  |  |
|  |                                                 |  |  |  |  |  |  |  |  |  |  |  |  |  |  |  |
|  |                                                 |  |  |  |  |  |  |  |  |  |  |  |  |  |  |  |
|  | 9. Louise Henriette de Orange-Nassau            |  |  |  |  |  |  |  |  |  |  |  |  |  |  |  |
|  |                                                 |  |  |  |  |  |  |  |  |  |  |  |  |  |  |  |
|  |                                                 |  |  |  |  |  |  |  |  |  |  |  |  |  |  |  |
|  | 19.Amalia de Solms-Braunfels                    |  |  |  |  |  |  |  |  |  |  |  |  |  |  |  |
|  |                                                 |  |  |  |  |  |  |  |  |  |  |  |  |  |  |  |
|  |                                                 |  |  |  |  |  |  |  |  |  |  |  |  |  |  |  |
|  | 2. Frederic Wilhelm I al Prusiei                |  |  |  |  |  |  |  |  |  |  |  |  |  |  |  |
|  |                                                 |  |  |  |  |  |  |  |  |  |  |  |  |  |  |  |
|  |                                                 |  |  |  |  |  |  |  |  |  |  |  |  |  |  |  |
|  | 20.George, Duce de Braunschweig-Lüneburg        |  |  |  |  |  |  |  |  |  |  |  |  |  |  |  |
|  |                                                 |  |  |  |  |  |  |  |  |  |  |  |  |  |  |  |
|  |                                                 |  |  |  |  |  |  |  |  |  |  |  |  |  |  |  |
|  | 10.Ernest Augustus, Elector de Hanovra          |  |  |  |  |  |  |  |  |  |  |  |  |  |  |  |
|  |                                                 |  |  |  |  |  |  |  |  |  |  |  |  |  |  |  |
|  |                                                 |  |  |  |  |  |  |  |  |  |  |  |  |  |  |  |
|  | 21.Anne Eleonore de Hesse-Darmstadt             |  |  |  |  |  |  |  |  |  |  |  |  |  |  |  |
|  |                                                 |  |  |  |  |  |  |  |  |  |  |  |  |  |  |  |
|  |                                                 |  |  |  |  |  |  |  |  |  |  |  |  |  |  |  |
|  | 5. Sophia Charlotte de Hanovra                  |  |  |  |  |  |  |  |  |  |  |  |  |  |  |  |
|  |                                                 |  |  |  |  |  |  |  |  |  |  |  |  |  |  |  |
|  |                                                 |  |  |  |  |  |  |  |  |  |  |  |  |  |  |  |
|  | 22.Frederick al V-lea, Elector Palatin          |  |  |  |  |  |  |  |  |  |  |  |  |  |  |  |
|  |                                                 |  |  |  |  |  |  |  |  |  |  |  |  |  |  |  |
|  |                                                 |  |  |  |  |  |  |  |  |  |  |  |  |  |  |  |
|  | 11.Sofia de Hanovra                             |  |  |  |  |  |  |  |  |  |  |  |  |  |  |  |
|  |                                                 |  |  |  |  |  |  |  |  |  |  |  |  |  |  |  |
|  |                                                 |  |  |  |  |  |  |  |  |  |  |  |  |  |  |  |
|  | 23.Elisabeta de Bohemia                         |  |  |  |  |  |  |  |  |  |  |  |  |  |  |  |
|  |                                                 |  |  |  |  |  |  |  |  |  |  |  |  |  |  |  |
|  |                                                 |  |  |  |  |  |  |  |  |  |  |  |  |  |  |  |
|  | 1. Louisa Ulrika a Prusiei                      |  |  |  |  |  |  |  |  |  |  |  |  |  |  |  |
|  |                                                 |  |  |  |  |  |  |  |  |  |  |  |  |  |  |  |
|  |                                                 |  |  |  |  |  |  |  |  |  |  |  |  |  |  |  |
|  | 24.George, Duce de Braunschweig-Lüneburg(=20)   |  |  |  |  |  |  |  |  |  |  |  |  |  |  |  |
|  |                                                 |  |  |  |  |  |  |  |  |  |  |  |  |  |  |  |
|  |                                                 |  |  |  |  |  |  |  |  |  |  |  |  |  |  |  |
|  | 12.Ernest Augustus, Elector de Hanovra(=10)     |  |  |  |  |  |  |  |  |  |  |  |  |  |  |  |
|  |                                                 |  |  |  |  |  |  |  |  |  |  |  |  |  |  |  |
|  |                                                 |  |  |  |  |  |  |  |  |  |  |  |  |  |  |  |
|  | 25.Anne Eleonore de Hesse-Darmstadt(=21)        |  |  |  |  |  |  |  |  |  |  |  |  |  |  |  |
|  |                                                 |  |  |  |  |  |  |  |  |  |  |  |  |  |  |  |
|  |                                                 |  |  |  |  |  |  |  |  |  |  |  |  |  |  |  |
|  | 6. George I al Marii Britanii                   |  |  |  |  |  |  |  |  |  |  |  |  |  |  |  |
|  |                                                 |  |  |  |  |  |  |  |  |  |  |  |  |  |  |  |
|  |                                                 |  |  |  |  |  |  |  |  |  |  |  |  |  |  |  |
|  | 26.Frederick al V-lea, Elector Palatin(=22)     |  |  |  |  |  |  |  |  |  |  |  |  |  |  |  |
|  |                                                 |  |  |  |  |  |  |  |  |  |  |  |  |  |  |  |
|  |                                                 |  |  |  |  |  |  |  |  |  |  |  |  |  |  |  |
|  | 13.Sofia de Hanovra(=11)                        |  |  |  |  |  |  |  |  |  |  |  |  |  |  |  |
|  |                                                 |  |  |  |  |  |  |  |  |  |  |  |  |  |  |  |
|  |                                                 |  |  |  |  |  |  |  |  |  |  |  |  |  |  |  |
|  | 27.Elisabeta de Bohemia(=23)                    |  |  |  |  |  |  |  |  |  |  |  |  |  |  |  |
|  |                                                 |  |  |  |  |  |  |  |  |  |  |  |  |  |  |  |
|  |                                                 |  |  |  |  |  |  |  |  |  |  |  |  |  |  |  |
|  | 3. Sofia Dorothea de Hanovra                    |  |  |  |  |  |  |  |  |  |  |  |  |  |  |  |
|  |                                                 |  |  |  |  |  |  |  |  |  |  |  |  |  |  |  |
|  |                                                 |  |  |  |  |  |  |  |  |  |  |  |  |  |  |  |
|  | 28.George, Duce de Braunschweig-Lüneburg(=20)   |  |  |  |  |  |  |  |  |  |  |  |  |  |  |  |
|  |                                                 |  |  |  |  |  |  |  |  |  |  |  |  |  |  |  |
|  |                                                 |  |  |  |  |  |  |  |  |  |  |  |  |  |  |  |
|  | 14.Georg Wilhelm, Duce de Braunschweig-Lüneburg |  |  |  |  |  |  |  |  |  |  |  |  |  |  |  |
|  |                                                 |  |  |  |  |  |  |  |  |  |  |  |  |  |  |  |
|  |                                                 |  |  |  |  |  |  |  |  |  |  |  |  |  |  |  |
|  | 29.Anne Eleonore de Hesse-Darmstadt(=21)        |  |  |  |  |  |  |  |  |  |  |  |  |  |  |  |
|  |                                                 |  |  |  |  |  |  |  |  |  |  |  |  |  |  |  |
|  |                                                 |  |  |  |  |  |  |  |  |  |  |  |  |  |  |  |
|  | 7. Sofia Dorothea de Celle                      |  |  |  |  |  |  |  |  |  |  |  |  |  |  |  |
|  |                                                 |  |  |  |  |  |  |  |  |  |  |  |  |  |  |  |
|  |                                                 |  |  |  |  |  |  |  |  |  |  |  |  |  |  |  |
|  | 30.Alexandre Desmier Seigneur d'Olbreuse        |  |  |  |  |  |  |  |  |  |  |  |  |  |  |  |
|  |                                                 |  |  |  |  |  |  |  |  |  |  |  |  |  |  |  |
|  |                                                 |  |  |  |  |  |  |  |  |  |  |  |  |  |  |  |
|  | 15.Eleonora Desmier d'Olbreuse                  |  |  |  |  |  |  |  |  |  |  |  |  |  |  |  |
|  |                                                 |  |  |  |  |  |  |  |  |  |  |  |  |  |  |  |
|  |                                                 |  |  |  |  |  |  |  |  |  |  |  |  |  |  |  |
|  | 31.Jacquette Poussard                           |  |  |  |  |  |  |  |  |  |  |  |  |  |  |  |
|  |                                                 |  |  |  |  |  |  |  |  |  |  |  |  |  |  |  |
|  |                                                 |  |  |  |  |  |  |  |  |  |  |  |  |  |  |  |

| Louisa Ulrika a Prusiei Casa de HohenzollernNaștere: 24 iulie 1720 Deces: 16 iulie 1782 |                            |                            |
| Regalitatea suedeză                                                                     |                            |                            |
| Predecesor: Ulrika Eleonora                                                             | Regină a Suediei 1751–1771 | Succesor: Sophia Magdalena |

1. 1 2  Lovisa Ulrika (în suedeză), Svenskt biografiskt lexikon
2. ↑  Riddarholmskyrkan - inventories and graves, p. 412, accesat în 19 februarie 2019
3. ↑  IdRef, accesat în 5 martie 2020